# Mazurche op. 17 (Chopin)
Le Mazurche op. 17 sono un gruppo di quattro composizioni per pianoforte di Fryderyk Chopin, scritte tra il 1832 e il 1833 e pubblicate nel 1833 per la prima volta.

## Storia
La composizione delle mazurche ha accompagnato tutta l'esistenza di Chopin; questi brevi brani possono essere considerati come un "diario lirico" della sua vita. Sono lavori profondamente legati alla sua identità nazionale, scrisse la prima a soli dieci anni e nel 1849 fu una mazurca l'ultima composizione da lui scritta. Il musicista realizzò la sua op. 17 fra il 1832 e il 1833 quando si era da poco stabilito in Francia; la pubblicazione avvenne prima a Parigi nel dicembre 1833 a opera di Pleyel che rivendette quasi subito le composizioni all'editore Schlesinger. In seguito furono edite a Lipsia e a Londra nel 1834. Anche se Chopin si era allontanato dalla sua terra natale, non dimenticò mai le sue radici polacche, esprimendo i suoi sentimenti soprattutto nelle sue Mazurche.
Chopin dedicò le quattro mazurche a Lina Freppa, cantante nata a Napoli, ma di origine francese, che a Parigi riceveva nel suo salotto diversi artisti; presso di lei il musicista conobbe Vincenzo Bellini.

## Analisi

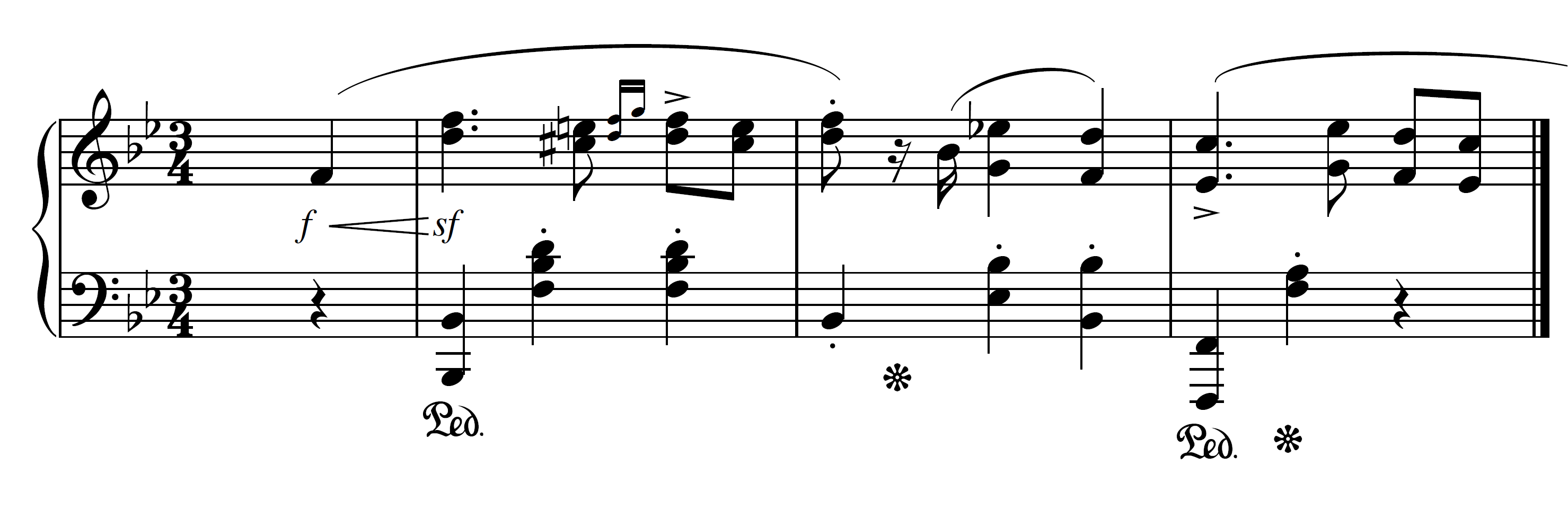
Prime battute della Mazurca op. 17 n. 1

- Mazurca in Si bemolle maggiore op. 17 n. 1

La prima Mazurca è in Si bemolle maggiore e ha un'indicazione classica del tempo di Mazurca di 3/4. Ha anche la notazione del tempo Vivo e risoluto.
Il pezzo inizia con un tema breve, audace e presto ed è seguito da una sezione di domanda e risposta. Questa frase viene quindi completata con una sequenza discendente. Questo tema principale si ripete quindi in due diversi nuove chiavi, uno dopo l'altro. La Mazurca termina quindi con una sezione più lenta e il tema principale si ripete ancora una volta. Vi è quindi un D.C. al fine e l'intero pezzo ricomincia e finisce all'inizio della sezione finale, più lenta, con un accordo in si bemolle nelle ottave alte.
- Mazurca in Mi minore op. 17 n. 2

La seconda mazurca è in Mi minore, ha una notazione del tempo di Lento, ma non troppo.
La mazurca ha uno stile che si avvicina al valzer. Il pezzo ha una trama molto omofonica con una sola melodia accompagnata da accordi. Il pezzo termina con intricati motivi di arpeggio e un finale molto tranquillo, in contrasto con l'inizio forte.
- Mazurca in La bemolle maggiore op. 17 n. 3

La terza mazurca, in Mi bemolle maggiore, è annotata Legato assai. Questo pezzo, come il successivo, è uno delle più lunghe mazurche scritte da Chopin, la durata dell'esecuzione infatti è di poco più di 4 minuti.
La terza mazurca di questo gruppo è paragonabile alla precedente nella sua struttura: molto omofonica. Il pezzo si svolge con una dinamica molto varia e a metà strada, cambia nella chiave di mi maggiore ma torna alla chiave originale per le ultime battute e la coda.
Non segue le progressioni armoniche tradizionali (conferendole un suono peculiare). Non ci sono accordi di sottodominante (IV) o di sopradominante (VI) in tutto il movimento. Gran parte del movimento è composto da dominanti (e le loro dominanti), toniche, accordi di III e VII. Questo particolare movimento è in forma ternaria composta. Come molti compositori hanno fatto nel periodo romantico, Chopin contrappone la tonica passando alla sottomediante bemolle (bVI)
- Mazurca in La minore op. 17 n. 4

L'ultima mazurca del gruppo è annotata con Lento, ma non troppo. Questo brano, della durata di circa quattro, quattro minuti e 30, è una delle mazurche più popolari di tutte quelle scritte da Chopin.
La mazurca finale del gruppo è più caratteristica e libera delle altre; si avverte nella melodia una chiara derivazione di natura contadina, rifacendosi chiaramente a una kujawiak. Sebbene rimanga nella struttura molto omofonica, la variazione dinamica è maggiore. Il brano termina con le stesse quattro battute con cui è iniziato, senza pedale, gli accordi suonati dal portamento della mano sinistra, il tono e il tempo che svaniscono in un perdendosi con un accordo di sesta. Queste quattro battute sarebbero state successivamente campionate da Henryk Górecki nell'apertura del terzo movimento della sua terza sinfonia.